# 複化
數學中，實數域上的向量空間V的複化是在複數域上對應的向量空間VC，就是說它有與V相同的維數，V在實數域上的基可以作為VC在複數域上的基。
例如設V包含m×n實矩陣，則VC包含m×n複矩陣。
不依賴於基的定義是取V和複數在實域上的張量積：
{\displaystyle V^{C}=V\otimes _{\mathbb {R} }\mathbb {C} }。
複向量空間{\displaystyle V^{C}}有額外結構：典範複共軛運算{\displaystyle \phi \ }。因為{\displaystyle V}以{\displaystyle v\mapsto v\otimes 1}包含在{\displaystyle V^{C}}內，複共軛運算可定義為{\displaystyle \phi (v\otimes z)=v\otimes z^{*}}。這運算常記作{\displaystyle w^{*}}或{\displaystyle {\overline {w}}}。
相反地，給出複向量空間{\displaystyle W}，並有複共軛運算{\displaystyle \phi \ }，{\displaystyle W}作為複向量空間同構於{\displaystyle W}的實子空間{\displaystyle S=\{w\in W:\phi (w)=w\}}的複化{\displaystyle S^{C}}。也就是說，所有帶有複共軛運算的複向量空間都是實向量空間的複化。
例如{\displaystyle W=\mathbb {C} }有標準共軛運算{\displaystyle \phi (z)=z^{*}\ }，那麼{\displaystyle S=\mathbb {R} }。